# Kozí brada pochybná

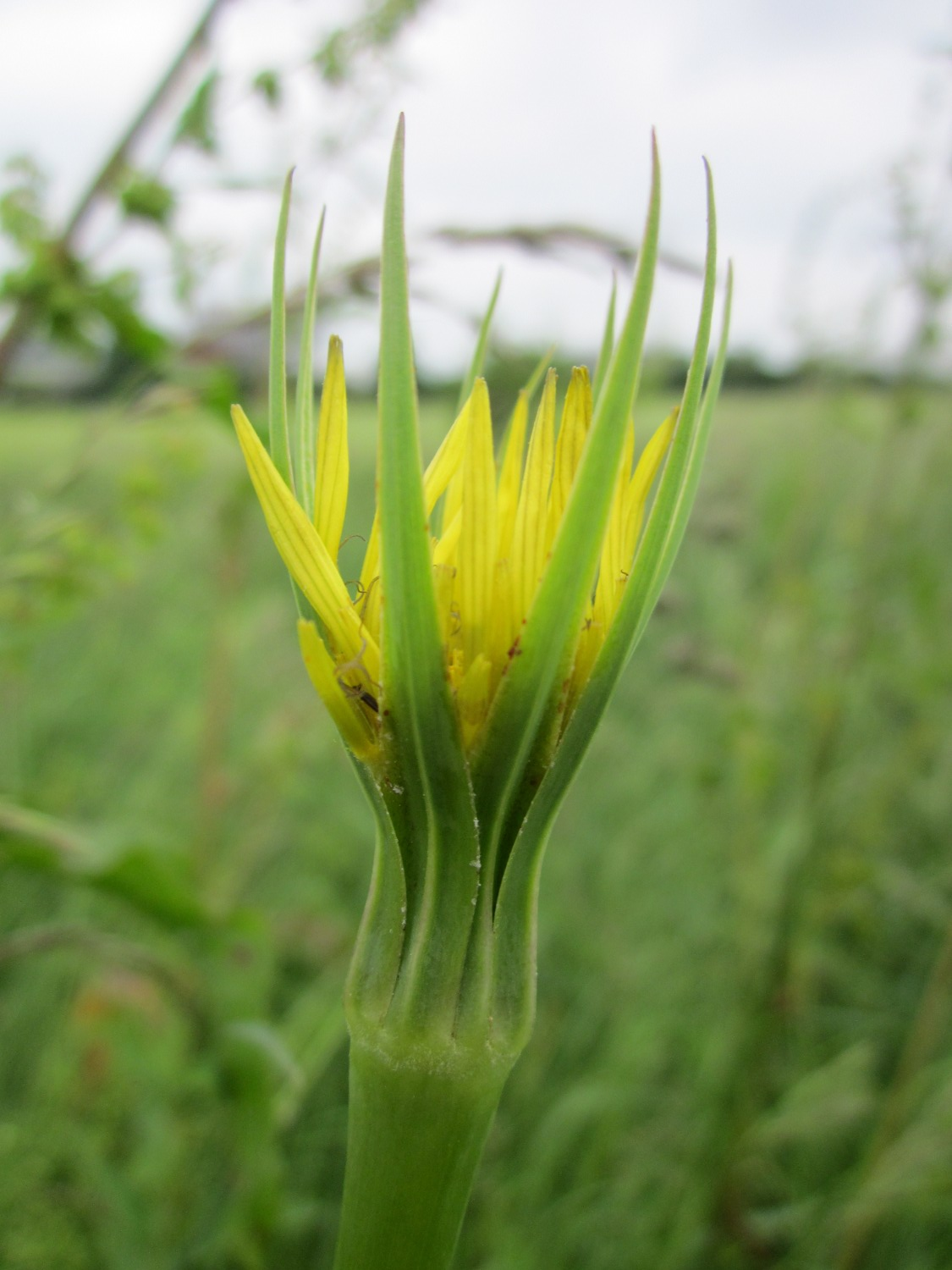
Úbor a zákrov

Kozí brada pochybná (Tragopogon dubius) je dvouletá, žlutě kvetoucí, planě rostoucí rostlina slunných a suchých míst. Je jedním ze tří druhů rodu kozí brada, které v české přírodě rostou, je považována za zdomácnělý archeofyt.

## Rozšíření
Tento druh se vyskytuje jako původní téměř v celé Evropě, jen do Skandinávie a Pobaltí se dostala až druhotně. Dále východním směrem sahá její původní areál přes Malou Asii, Kavkaz, Ural, západ Sibiře a oblasti Střední Asie až po severozápad Číny. Kozí brada pochybná byla také hojně zavlečena do místa mimo Evropu, např. do Severní a Jižní Ameriky, Jižní Afriky, Indie, Austrálie i na Nový Zéland. V České republice je poměrně hojná v teplých oblastech na jihu Moravy a ve středních a severozápadních Čechách.

## Ekologie
Tato dvouletá rostlina vypouští v prvém roce přízemní růžici listů, ze které ve druhém roce vyrůstá jedna nebo více květných lodyh. Obvykle ji nalezneme na osluněných suchých stanovištích, na travnatých stráních, pastvinách, mezích, v příkopech, na náspech okolo cest a tratí, v lomech i na rumištích, kde je písčitá až kamenitá půda. Ráda vyrůstá na místech s narušovaným povrchem, kde ve slabě zapojeném drnu semena snáze vyklíčí.

## Popis
Bylina s 30 až 60 cm vysokou lodyhou, která je obvykle jednoduchá a mívá jediný úbor, pod kterým je kyjovitě ztlustlá; někdy bývá také vidličnatě rozvětvená. Oblá, dutá lodyha je porostlá střídavými, přisedlými až objímavými listy s paralelní žilnatinou, které jsou kopinaté či čárkovité, až 35 cm dlouhé a 15 mm široké, po obvodě jemně pilovitě zubaté a někdy vlnovitě zprohýbané. Přezimující přízemní růžice je tvořena obdobnými listy, jež jsou v době kvetení již suché. Rostlina vyrůstá z vřetenovitého, dužnatého, vně hnědého a uvnitř bílého kořene obsahujícího hořké mléko, stejně jako lodyhy a listy.
Na konci lodyhy nebo větví vyrůstají 2,5 cm velké květné úbory s bezplevým lůžkem, ve kterém je 20 až 50 pouze jazykovitých, oboupohlavných kvítků s tmavě fialovými až černými vrcholy trubkovitých prašníků a se sírově až citrónově žlutými ligulami zakončenými pěti zuby. Jednořadý zákrov má nejčastěji dvanáct vespod srostlých, dlouhých, kopinatých listenů, jež o polovinu liguly přečnívají. Úbor se rozvíjí v ranních hodinách a obrací se ke slunci, ale ještě před polednem květy uzavírá. Rostlina kvete hlavně v červnu a červenci, květy poskytují pyl i nektar a přitahují mnohé opylovače, včely i mouchy.
Plody jsou světlé, měkce osténkaté nažky s ostrými hranami. Před deštěm jsou chráněné uzavřením úboru, který se po uzrání ohrnuje nazpět. Nažka je zakončena kyjovitě rozšířeným zobánkem a věnčena paprsčitým chmýrem. Ten je bílý až nahnědlý a jehož postranní chloupky jsou spolu spleteny, tím je chmýr pevnější a nažka může být větrem zanášena dále od mateřské rostliny. Odkvétající rostliny jsou výrazné bílými koulemi nažek o průměru až 9 cm, jednotlivé nažky s paprsčitým chmýrem jsou dlouhé 2,5 až 4 cm.
Rozmnožují se výhradně semeny, která mají krátkou dobu dormance a vyklíčí ještě téhož roku, co dozrály. Listy obsahují hořkou latexovou šťávu, a proto rostliny obvykle nebývají býložravci spásány.

## Možnost záměny
Kozí brada pochybná často vyrůstá na podobných stanovištích jako kozí brada luční, která má podobný vzhled. Morfologicky se odlišují hlavně tím, že kozí brada luční nemá listeny delší než liguly a mívá jich míň, obvykle jen osm.

## Galerie

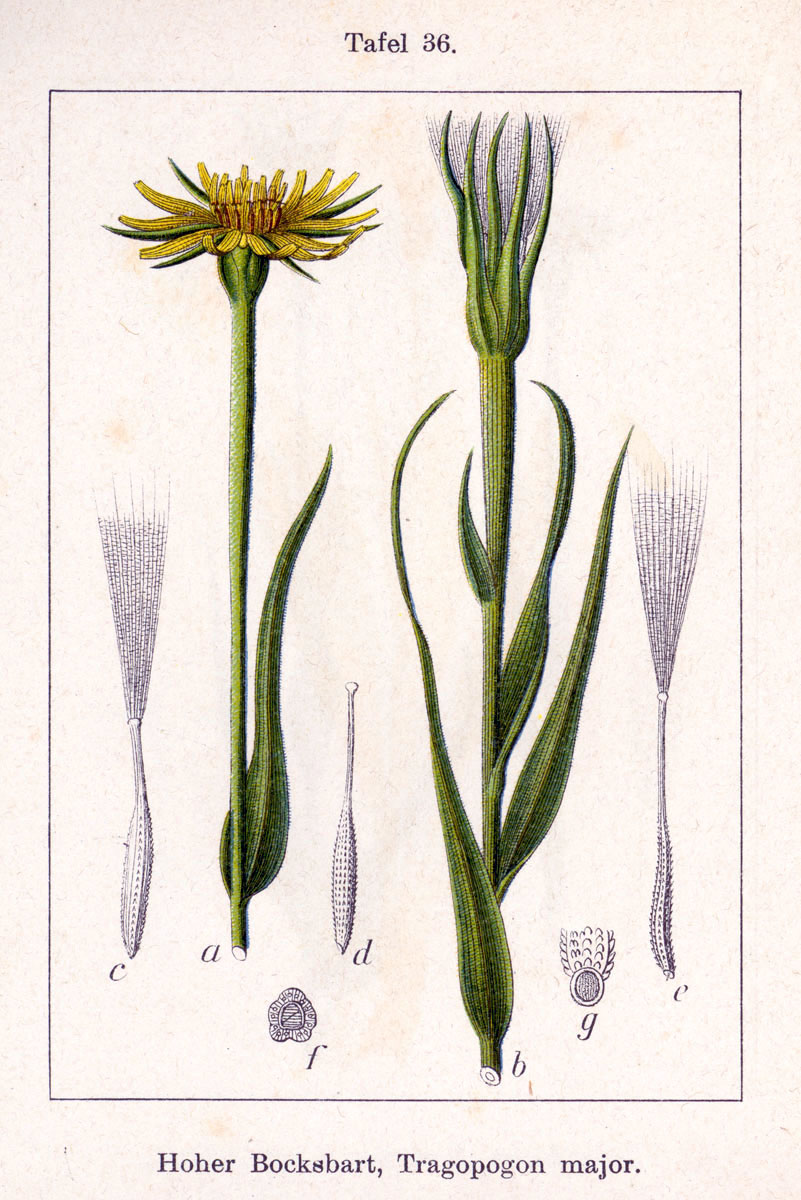
Nákres rostliny
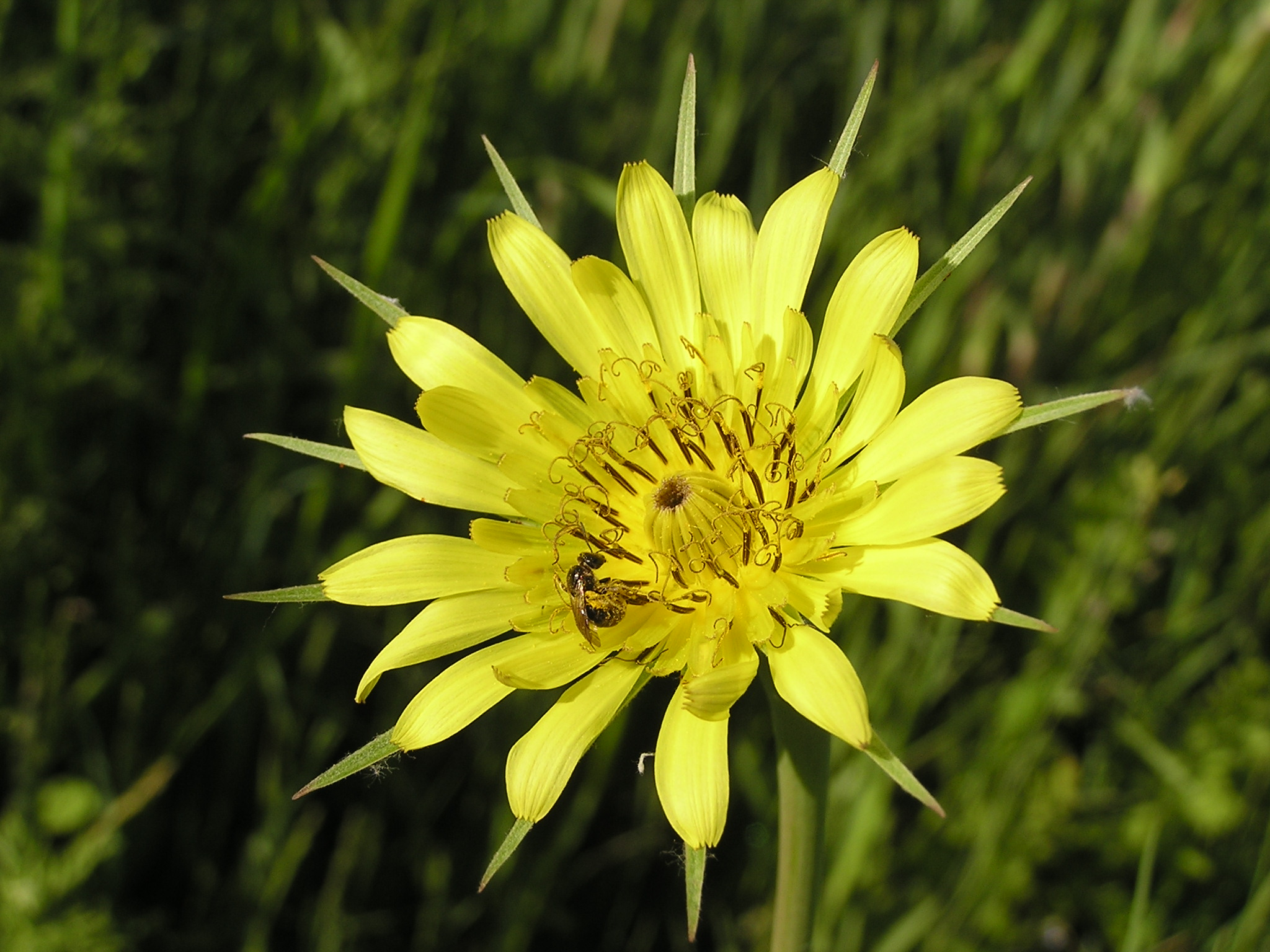
Úbor
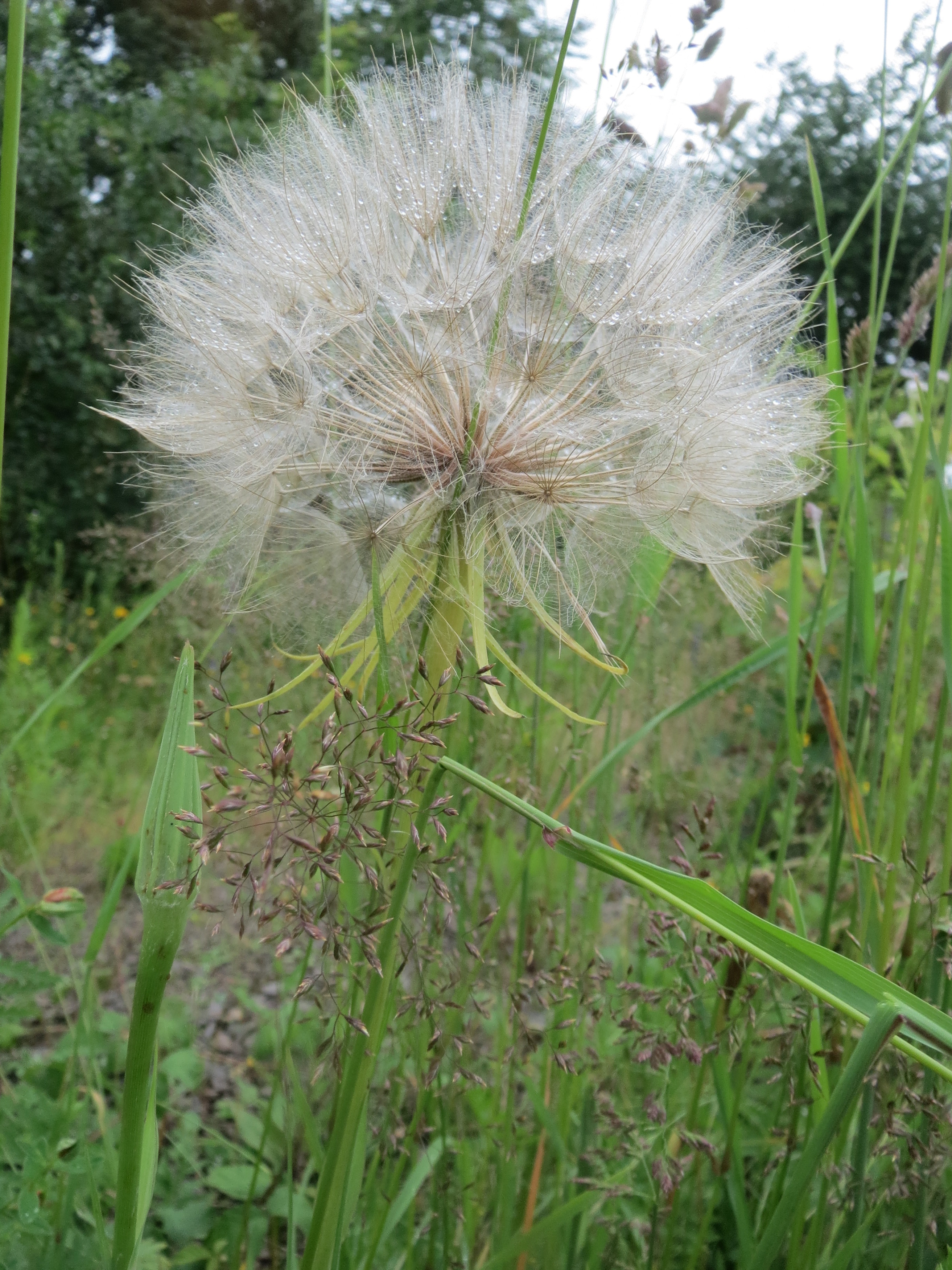
Nažky s chmýrem
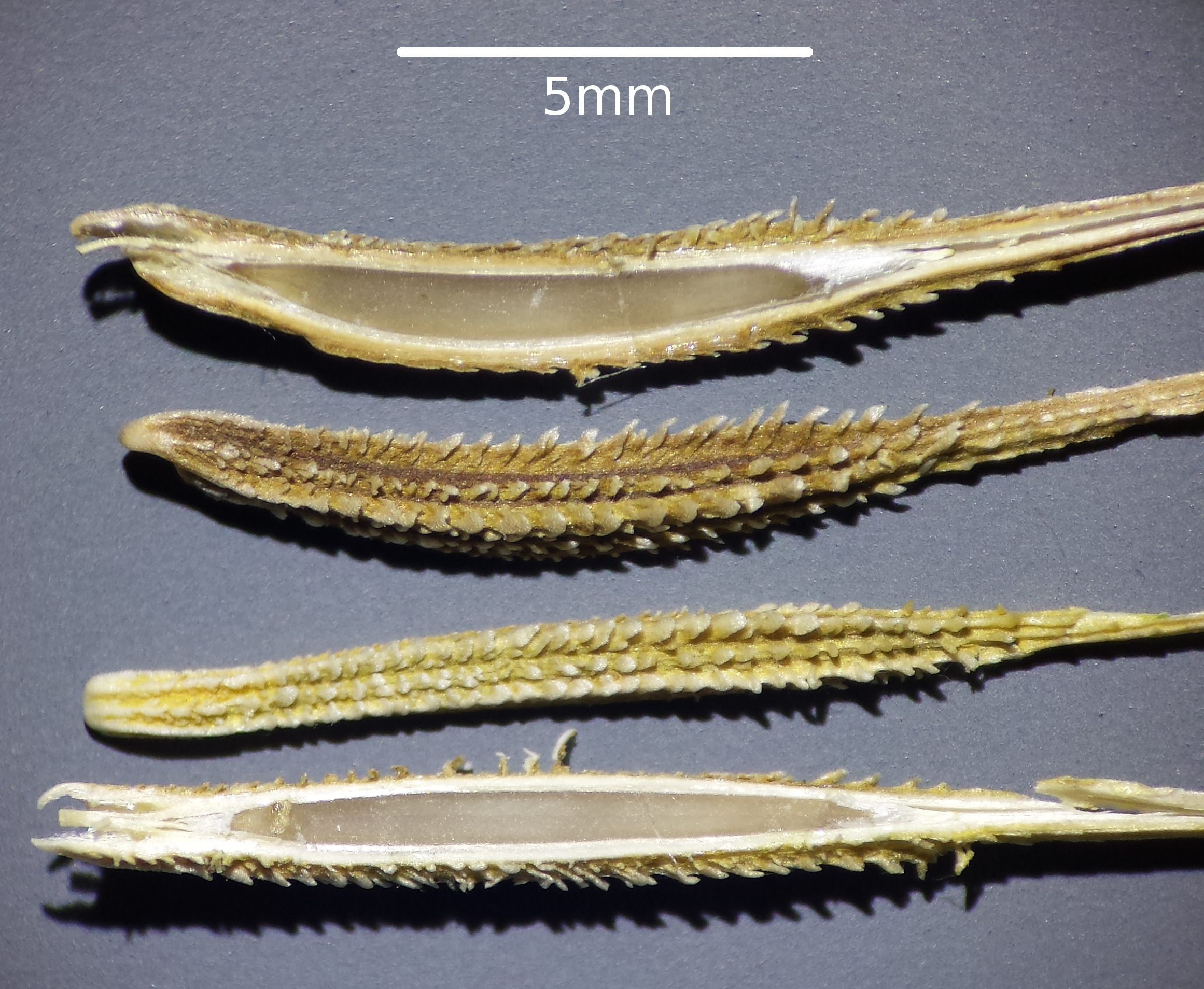
Nažky